# Holocerus
Holocerus is een geslacht van rechtvleugeligen uit de familie doornsprinkhanen (Tetrigidae). De wetenschappelijke naam van dit geslacht is voor het eerst geldig gepubliceerd in 1887 door Bolívar.

## Soorten
Het geslacht Holocerus omvat de volgende soorten:
- Holocerus lucifer Serville, 1838
- Holocerus taurus Rehn, 1929